# スパイダー (トランプゲーム)

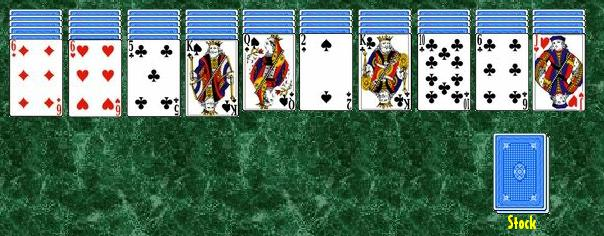
スパイダーの初期配置

スパイダー (Spider) はソリティアのひとつである。

## ルール
2組のデッキ（104枚）のカードを使用する。初めに54枚のカードを場札として10列（5枚の列が6組と6枚の列が4組）に配る。その際、各列の一番下（重ねてプレイする場合は一番上）のカードは表向き、それ以外のカードは裏向きにする。残りの50枚のカードは10枚ずつ5組のカードに分けて山札とする。
カードの移動ルールは一番下段（もしくは一番上部）のカードより1少ない数字のカードをその下に並べることができる。スートが同じカードが連なる場合は一組として動かしてもよい。A(1)からK(13)までの同スートのカードが連なったらその13枚を1組として組札に動かす。移動によって列に表向きの札がなくなったら、一番上のカードを表向きにする。
動かせなくなったら山札から1組10枚のカードを各列に1枚ずつ一番下段に表向きに配る。このとき、各列に1枚以上場札がないと引けないルールもある。
これらの操作を用いて2組×4スートのカード13枚を全て組札に動かした場合成功となる。

## その他
Microsoft Windowsには、「スパイダ ソリティア」の名で付属している。
難易度が「初級」「中級」「上級」の3種類あり、使用されるスートの数が異なる。初級はスペードのみ、中級はスペードとハートの2つのみ、上級は4つすべてのスートが使用される。中級から上級でスートの数が急に増えるからかゲームによっては中級と上級の間に中間として3つのスートを使うモード（オリジナル）が用意されている場合がある。このモードではスートの種類を自由に選べるほか、スートの数も1つや2つにすることが可能なため初級や中級の色違い版をすることも可能。